# Artabanes IV
Artabanes IV var kung av Partherriket 216-224. Han tillhörde arsakidernas dynasti. 